# Noemi Schiraldi
Noemi (Bari, 9 novembre 1992) è una militare italiana appartenente all'Arma dei Carabinieri decorata di medaglia d'oro al Valor Civile.

## Biografia
Nasce a Bari il 9/11/1992 e abita a Bitonto dove trascorre la giovinezza e conseguendo la maturità classica, per poi proseguire gli studi presso l'Università degli Studi di Bari Aldo Moro. In seguito si arruola nell'Arma dei Carabinieri prendendo servizio nel 2019 a Salsomaggiore.
Il 28 novembre 2023 mentre era libera dal servizio, attirata dalle richiesta di soccorso di una donna indiana di 66 anni aggredita dal marito con una mazza da cricket, interveniva nonostante fosse disarmata riuscendo ad immobilizzare e ad arrestare l'uomo e tentando di prestare soccorso alla donna, tuttavia senza successo, deceduta a causa delle ferite riportate alla testa.
(Il sindaco di Salsomaggiore riguardo alla proposta di conferimento dell'onorificenza al merito civile)
In seguito al fatto gli è stato concesso un Encomio solenne dal Comandante generale dell'Arma dei Carabinieri Teo Luzi, nonché a seguito della proposta del sindaco di Salsomaggiore, il 27 maggio 2025 gli viene concessa dal Presidente della Repubblica Italiana Sergio Mattarella la medaglia d'oro al Valor Civile.
Inoltre a seguito di concorso interno è diventata maresciallo.